# هايز ماكارثور
هايز ماكارثور (بالإنجليزية: Hayes MacArthur)‏ هو كاتب وكاتب سيناريو وممثل أمريكي، ولد في 16 أبريل 1977 بشيكاغو في الولايات المتحدة.

## أعمال

### أفلام
- (2007) خطة اللعب
- (2010) الحياة كما نعرفها[10][11]

### مسلسلات
- كيف قابلت أمكما

## وصلات خارجية
- هايز ماكارثور على موقع IMDb (الإنجليزية)
- هايز ماكارثور على موقع قاعدة بيانات الفيلم (الإنجليزية)